# Home on the Range (album Binga Crosby’ego)
Home on the Range – kompilacyjny album muzyczny Binga Crosby’ego wydany przez wytwórnię Decca Records w 1956 roku. Składał się z utworów, które zostały zaprezentowane na pierwszym solowym albumie Crosby’ego z 1939 roku pod tytułem Cowboy Songs, a także z czterech późniejszych nagrań. Dwie piosenki na tym albumie zostały wykonane z The Andrews Sisters.

## Lista utworów
| Nr | Rok nagrania | Tytuł                                                            |
| A1 | 1939         | „Home on the Range”                                              |
| A2 | 1938         | „When The Bloom Is On The Sage (Round Up Time In Texas)”         |
| A3 | 1936         | „I'm An Old Cowhand (From The Rio Grande)”                       |
| A4 | 1938         | „There's A Gold Mine In The Sky”                                 |
| A5 | 1938         | „Mexicali Rose”                                                  |
| A6 | 1938         | „Silver On The Sage”                                             |
| B1 | 1935         | „Take Me Back To My Boots And Saddle”                            |
| B2 | 1937         | „My Little Buckaroo”                                             |
| B3 | 1952         | „Cool Water ”(z The Andrews Sisters)                             |
| B4 | 1945         | „Along The Navajo Trail” (z The Andrews Sisters)                 |
| B5 | 1953         | „You Don't Know What Lonesome Is (Till You Get To Herdin' Cows)” |
| B6 | 1948         | „Blue Shadows On The Trail”                                      |